# Arétaon
Dans la mythologie grecque, Arétaon est un Phrygien combattant à la guerre de Troie. Le pseudo-Apollodore fait de lui le père de Phorcys et d'Ascagne, meneurs phrygiens.
Il est tué au combat par Teucros.

## Sources
- Pseudo-Apollodore, Bibliothèque [détail des éditions] [lire en ligne] (III, 35).
- Homère, Iliade [détail des éditions] [lire en ligne] (VI, 31).